# アレクサンダー・ステュアート (第10代ブランタイヤ卿)
第10代ブランタイヤ卿アレクサンダー・ステュアート（英語: Alexander Stuart, 10th Lord Blantyre、1727年以降 – 1783年11月5日）は、スコットランド貴族。

## 生涯
第7代ブランタイヤ卿ロバート・ステュアートと2人目の妻マーガレット・ヘイ（Margaret Hay、1697年頃 – 1782年12月13日、ウィリアム・ヘイの娘）の息子として生まれた。
アースキンに住み、領地の管理に熱心だったという。
1773年7月23日、キャサリン・リンゼイ（Catharine Lindsay、1822年12月29日没、パトリック・リンゼイの長女）と結婚、4男1女をもうけた。
- マーガレット（1774年8月16日 – 1839年10月20日） - 1809年10月5日、アンドリュー・ステュアート（Andrew Stewart、1770年頃 – 1838年12月26日）と結婚、子供あり
- ロバート・ウォルター（1777年6月10日 – 1830年9月22日） - 第11代ブランタイヤ卿。子供あり
- パトリック（英語版）（1777年6月10日 – 1855年2月7日） - 軍人。1810年7月20日にキャサリン・ヘンリエッタ・ロドニー（Catherine Henrietta Rodney、ジョン・ロドニーの娘）と結婚、1男1女をもうけた
- ウィリアム（1778年8月29日 – 1837年2月15日） - 軍人
- チャールズ・ステュアート（1780年10月25日 – 1858年12月2日） - 法廷弁護士

1776年1月16日に兄ウィリアムが死去すると、ブランタイヤ卿の爵位を継承した。
1783年11月5日にグロスターシャーのクリフトン（Clifton）で死去、長男ロバート・ウォルターが爵位を継承した。